# Nesselsdorf A
Der Nesselsdorf A – Vierer (nach anderen Quellen Nesselsdorfer A – Vierer) war der Nachfolger des Nesselsdorf Präsident, den die Nesselsdorfer Wagenbau-Fabriks-Gesellschaft 1900 herausbrachte.

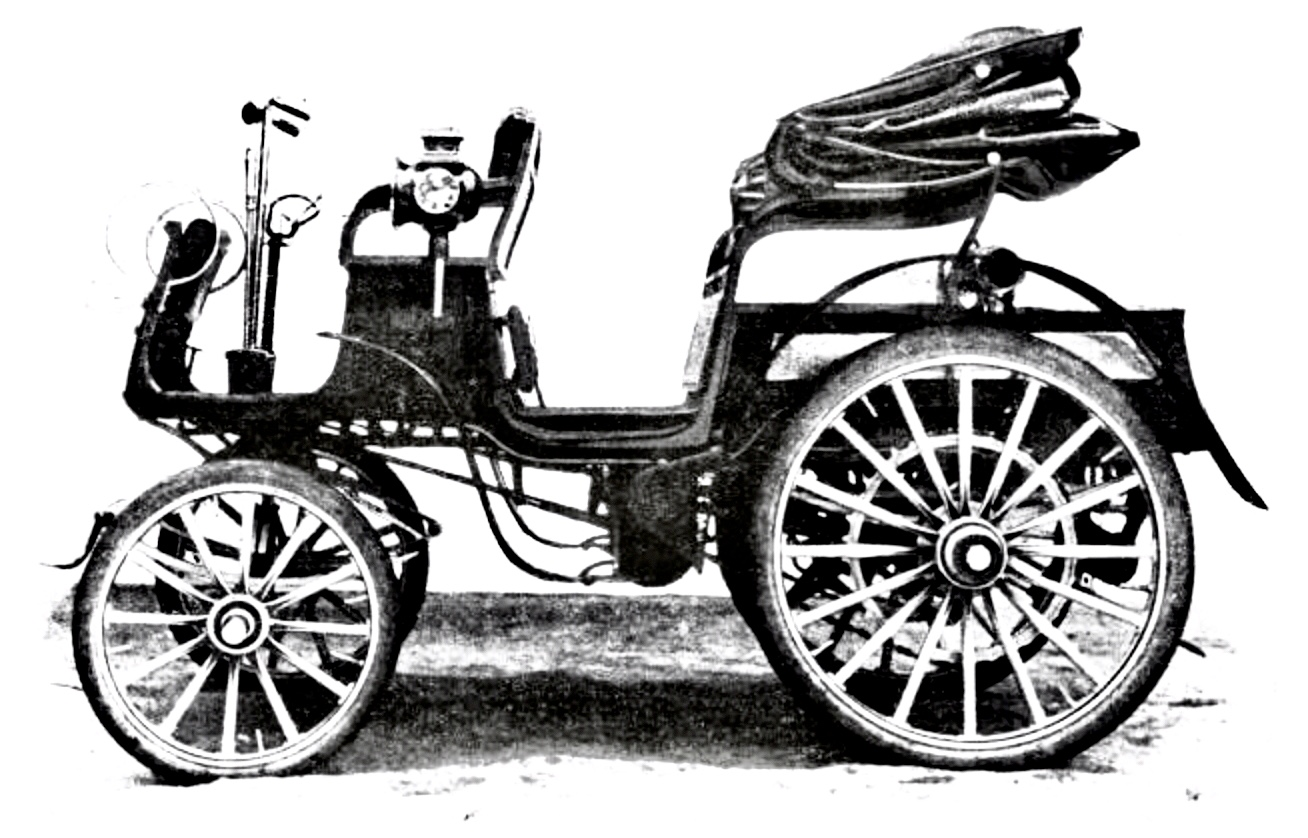
Nesselsdorf A – Vierer

Das Fahrzeug hatte – wie sein Vorgänger – einen Zweizylinder-Boxermotor nach dem System Benz & Cie. mit Oberflächenvergaser liegend im Heck eingebaut. Dieser hatte 2750 cm³ Hubraum und leistete 6 PS (4,4 kW). Die Zündung des Benzin-Luftgemisches bewerkstelligte eine neue Niederspannungsvariante der Bosch-Magnet-Abreißzündung. Der Motor war wechselgesteuert, d. h. die seitlich stehenden Auslassventile wurden durch eine Nockenwelle angetrieben, während die Einlassventile als automatische Schnüffelventile ausgebildet waren. Die Höchstgeschwindigkeit des 940 kg schweren Wagens lag bei 40 km/h. Die Fahrzeuglänge betrug 3000 mm, die Wagenbreite 1450 mm, die Wagenhöhe 2200 mm. Der Radstand betrug 1800 mm und die Spurweite 1150 mm.
Noch im selben Jahr erschien der Nesselsdorf A – Vierer II mit besserer Ausstattung (z. B. edlen Ledersitzen und – auf Wunsch – Beleuchtung mit Karbidlampen). Der Motor leistete nun 8 bis 9 PS (5,9 bis 6,6 kW).
Der Nesselsdorf A (Modell 1901), der zum Jahresende erschien, hatte den Motor nicht mehr hinten, sondern unter dem Fahrzeugboden eingebaut. Neben der 9-PS-Version gab es nun auch die Variante mit 12 PS (8,8 kW), die dem Wagen 65 km/h Höchstgeschwindigkeit verlieh. Von dieser Variante wurden 17 Fahrzeuge hergestellt.
Im Jahre 1901 brachte der Hersteller den Nesselsdorf Neuer Vierer auf den Markt. Der neue 12-PS-Motor mit 3188 cm³ Hubraum war erstmals mit zwangsbetätigten Einlassventilen ausgestattet. Unter der Fronthaube befanden sich nur der Ölbehälter und der Wasserkühler, während der Motor weiterhin unter dem Wagenboden saß. Hinter- und Vorderräder des bis zu 40 km/h schnellen Wagens waren gleich groß.
Im gleichen Jahr kam auch eine technisch entsprechende, zweisitzige Variante auf verkürztem Fahrgestell heraus, der Nesselsdorf Zweier. Einige Aufbauten hatten dennoch neben den beiden Hauptsitzen Notsitze für weitere Mitfahrer zu bieten. Die Höchstgeschwindigkeit des Wagens betrug 45 km/h. Ein Exemplar ohne Aufbau nahm 1902 am Rennen Paris–Berlin teil.
1902 wurde dieser Typ durch den Typ B ersetzt.